# Notodysiferus dhondtae
Notodysiferus dhondtae är en korallart som beskrevs av Philip Alderslade 2003. Notodysiferus dhondtae ingår i släktet Notodysiferus och familjen läderkoraller. Inga underarter finns listade i Catalogue of Life.